# Jessie J
Jessica Ellen Cornish, művésznevén: Jessie J (Redbridge, Anglia, 1988. március 27. –) angol énekesnő és dalszerző. Karrierjét dalszövegíróként kezdte, többek között Chris Brown és Miley Cyrus előadók számára is írt számokat. Első kislemeze a Do It Like a Dude címet kapta, mely 2010 novemberében jelent meg, és elsősorban az Egyesült Királyságban volt sikeres. Második kislemeze, a Price Tag világszerte a toplisták élére került. Debütáló albuma, a Who You Are 2011 februárjában jelent meg. 2012 októberében kiderült, az énekesnő lesz a The Voice énekes tehetségkutató verseny első brit szériájának egyik mentora. 2018 decemberében ismét kiderült, hogy 2019-ben a The Voice kids tévéműsorban ismét feltűnik, mint zsűritag.

## Gyerekkora
Jessie J Redbridgeben született, és a Mayfield Középiskolában tanult. Tizenegy évesen Andrew Lloyd Webber egyik darabjában is részt vett. Jessie-nek két nővére van, öt, illetve hét évvel idősebbek nála, és mindketten ugyanabba a középiskolába jártak, mint az énekesnő.
Testvéreivel ellentétben úgy érezte, "sosem volt igazán jó semmiben". Emellett rengetegen nővéreihez hasonlították őt: "Az iskolában mindig ezt mondták: 'oh, egy Cornish lány', és onnantól elvárták tőlem, hogy olyan legyek, mint a testvéreim..." Azt is említette, hogy sosem vizsgaeredményeire szándékozta életét "építeni". Majd hozzátette, az, amiben mindig jó volt, az az éneklés. Azonban az iskolai kórusból elküldték, mivel túl hangosnak találták. 17 évesen egy együttes, a Soul Deep tagja lett. A BRIT School-ban érettségizett 2006-ban, Adele és Leona Lewis társaságában.
Jessica nem dohányzik, és alkoholt sem fogyaszt, részben szívproblémái miatt. 2011 elején pánikrohamot kapott a színpadon, miután sötétben kellett fellépnie.

## Zenei pályafutása

### 2006-2009: Kezdetek
Jessie J a Gut Recordsnál szerződött, és dolgozott is albumán, mikor a kiadó csődbe ment. Ezután dalszerzőként vált sikeressé, egy Sony ATV szerződést nyert. Cyndi Lauper 2008-as turnéját brit állomásain jelent meg (a Girls Just Want To Have Fun című dalt közösen adták elő). Jessie többek között Chris Brown és Miley Cyrus számára írt dalokat, utóbbinak például Party in the U.S.A.t.
Jessie J két évig a Soul Deep tagja volt, viszont később kilépett az együttesből. Az emberek többsége szerint YouTubeon vált ismertté, viszont már első videója előtt négy évvel lemezszerződést írt alá.
Jessie J a Lava Recordsnál vált népszerűvé, mikor Jason Flomhoz érkezett az énekesnő MySpace oldalának linkje, melyet a címzett kedvelt. Később a Lava rengeteg kiadó mellett szándékozta leszerződtetni. A Lava Records burkoltan rávette Jessiet, hogy találkozzon velük. Végül leszerződött a kiadónál.

### 2010-napjainkig:Who You Are

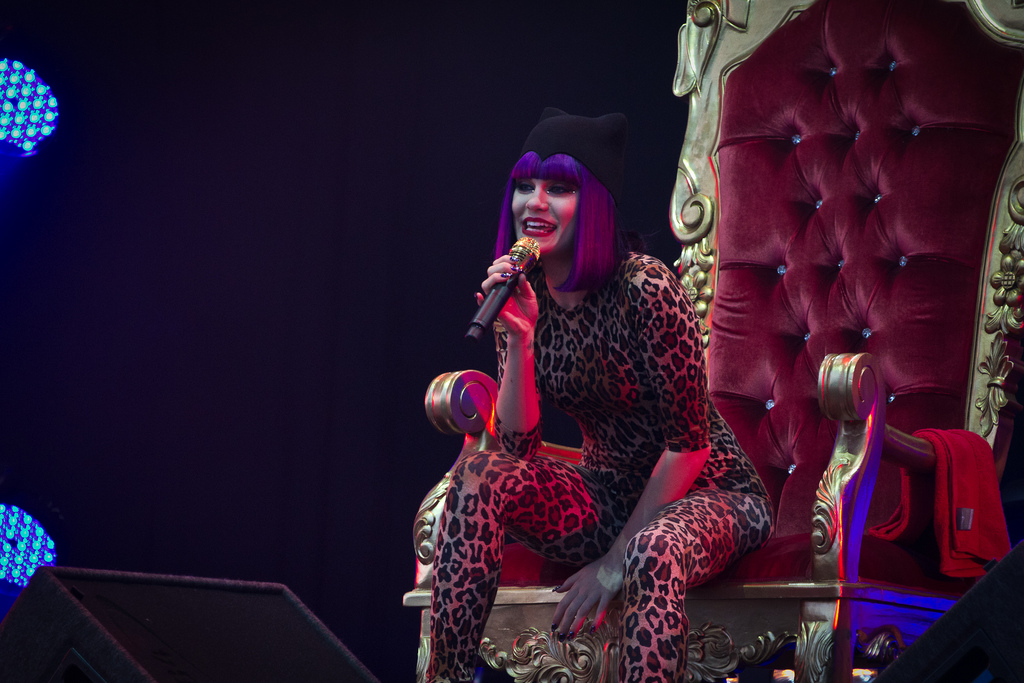
Jessie J 2011-ben

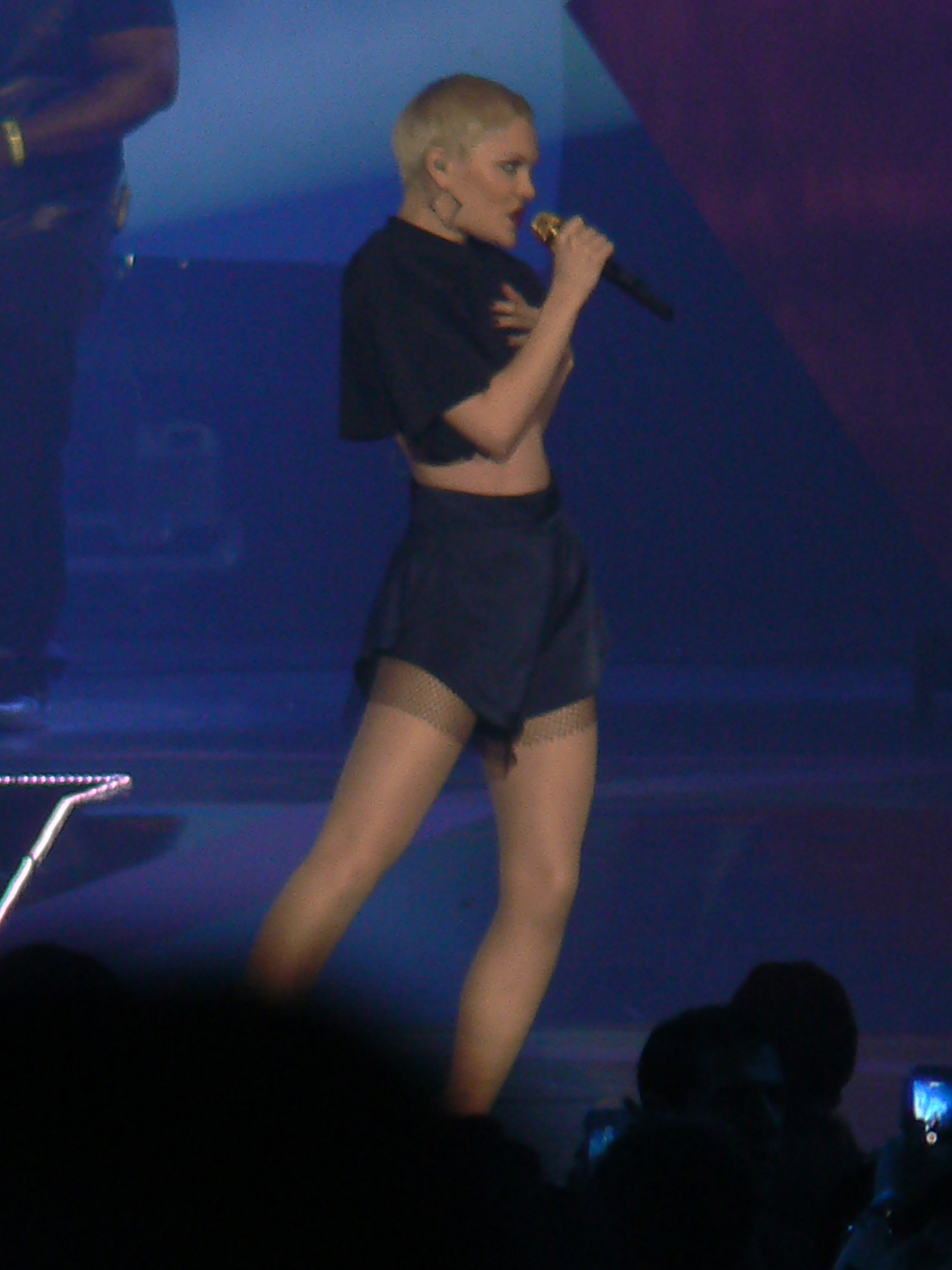
Jessie J 2013-ban

Jessie J debütáló albumán 2006-ban kezdett el dolgozni, és 2011. január 19-re készült el. Bejelentette, a Big White Room is rajta lesz a lemezen, melyet egy gyermekkori emléke ihletett; 11 évesen kórházban volt, ahol egy fiú meghalt. A dalt 17 évesen szerezte. Jessie J szerint a Who You Are az egyik legbüszkébb műve: „pozitív példa a fiatal embereknek”, és „mindig azt mondom, félig előadó, félig gyógyász vagyok.”
2010 végén kiadta első, Do It Like a Dude című dalát, melyet George Astasio, Tj Normandin, Jason Pebworth, Jon Shave, Kyle Abrahams és Peter Ighile szerzett. Eredetileg Rihanna számára íródott a szám, hiszen Rude Boy című dalához akartak hasonlót alkotni. Elküldte kiadójának (Island Records) a számot, mielőtt a barbadosi énekesnőhöz is eljuttatta. A kiadó ragaszkodott hozzá, hogy ez legyen Jessie első kislemeze. Szeretné Rihannával is előadni a dalt. A kritikusok pozitív véleményeket írtak róla. A kislemez a brit kislemezlista második helyéig jutott. Második kislemeze, a Price Tag 2011 januárjában jelent meg. Jessie J mellett Lukasz Gottwald, Claude Kelly, és Bobby Ray Simmons, Jr. szerezte, a brit kislemezlista első helyezését érte el a felvétel. Az Egyesült Államokban 2011. február 1-jén jelent meg, a Billboard Hot 100 23. helyezésével. Új-Zélandon és Írországban első lett, eddig Jessie legsikeresebb klipje. 2011 októberére 148 milliós nézettséget szerzett, mely a 22. legnézettebb videóklip. Amerikai tévéműsorban először 2011. március 12-én jelent meg az NBC Saturday Night Liveban.
2011. február 25-én megjelent Who You Are című debütáló albuma. 2011. március 6-án jelent meg a brit albumlista második helyén. Az Egyesült Államokban 11. lett, és rengeteg országban jutott be a top 10-be. Sikerei miatt Katy Perry California Dreams Tour nevezetű turnéján is részt vett 2011-ben. Harmadik kislemeze a Nobody’s Perfect lett. Később kiderült, csak az Egyesült Királyságban jelent meg. Negyedikként a Who’s Laughing Now jelent meg, majd a Domino, mint második amerikai kislemeze. A Dr. Luke közreműködésével készült dal 2011. szeptember 6-án debütált rádiók műsorain. A 2011 MTV Video Music Awardson is megjelent, több dalát előadva.
James Morrison harmadik, The Awakening című albumára került egy Jessie közreműködésével készült felvétel, mely az Up címet kapta. 2011. december 4-én jelent meg. Október 4-én bejelentette, a The Voice UK zsűrijének tagja lesz, amit a BBC One sugároz.
Jessie J 2011. november 9-én bővített változatban újra kiadta Who You Are albumát, melyen a nemzetközi sláger Domino mellett még két további új dal is hallható. A szám a Billboard Hot 100 listáján eddig egészen 6. helyig jutott. Ezzel napjainkig a Domino maxi Jessie J karrierjének legsikeresebb felvétele az Egyesült Államokban.
2018. nyarán Jessie J kijelentette, készít egy karácsonyi albumot, és megosztotta, hogy az album létrehozásának döntése "nagyon utolsó pillanat" volt, és hogy az albumon a termelőkkel való együttműködés "valóra vált álom". Az albumon a "This Christmas day" (Ez a karácsony nap) az egyetlen eredeti dal, melynek szövegét Jessie J írta és Rodney Jerkins is közreműködött, a többi feldolgozás.

## Diszkográfia

### Albumok
| Év   | Album              |
| ---- | ------------------ |
| 2011 | Who You Are        |
| 2013 | Alive              |
| 2014 | Sweet Talker       |
| 2018 | R.O.S.E. (4 parts) |
| 2018 | This Christmas Day |

## Turnék
- Stand Up Tour (2011)
- Heartbeat Tour (2011–12)
- Alive Tour (2013)
- Sweet Talker Tour (2015)
- R.O.S.E Tour (2018)

## Fordítás
- Ez a szócikk részben vagy egészben  a   Jessie J című angol Wikipédia-szócikk fordításán alapul.  Az eredeti cikk szerkesztőit annak laptörténete sorolja fel. Ez a jelzés csupán a megfogalmazás eredetét és a szerzői jogokat jelzi, nem szolgál a cikkben szereplő információk forrásmegjelöléseként.